# 伦敦特拉法加广场
《伦敦特拉法加广场》（英語：London's Trafalgar Square）是一部1890年的英国无声现实短片，由发明家和电影先驱沃茲沃思·多尼索普和威廉·凯尔·克罗夫茨使用他们的吉尼西格拉夫（kinesigraph）相机和椭圆形或圆形框架，以每秒约10帧的速度拍摄，在赛璐珞胶片上留下伦敦特拉法加廣場的交通影像。保存下来的十帧底片是该市已知最早影片。